# Пацифея маупітійська
Пацифе́я маупітійська (Pomarea maupitiensis) — вимерлий вид горобцеподібних птахів родини монархових (Monarchidae), що був ендеміком Французької Полінезії.

## Опис
Маупітійська пацифея відома лише за типовим зразком самця, забраним у 1823 році Жюлєм де Блоссвілєм під час експедиції на острові Маупіті в групі островів Товариства, а також за ілюстрацією Проспера Гарноа і Рене Прімевера Лессона. Голова, верхня частина тіла, горло і верхня частина грудей птаха були чорними, блискучими, решта тіла була білою, покривні пера крил були коричнюваті. Самиці і молоді птахи не описані. Маупітійські пацифеї жили в тропічних лісах. Причинами їх вимирання, ймовірно, є знищення природного середовища, хижацтво з боку інтродукованих хижаків і конкуренція з іншими птахами.

## Систематика
Маупітійська пацифея раніше вважалася конспецифічною з таїтянською пацифеєю, поки ці види не були розділені у 2012 році. Маупітійська пацифея раніше мала видову назву Pomarea pomarea (Lesson & Garnot, 1828), однак пізніше ця назва була визнана молодшим синонімом P. nigra (Sparrman, 1785), внаслідок чого видова назва маупітійської пацифеї була змінена на Pomarea maupitiensis.